# Syrnola macrocephala
Syrnola macrocephala is een slakkensoort uit de familie van de Pyramidellidae. De wetenschappelijke naam van de soort is voor het eerst geldig gepubliceerd in 1903 door Hedley.